# NEEDY GIRL OVERDOSE
『NEEDY GIRL OVERDOSE』（ニーディーガールオーバードーズ）は、ワイソーシリアスより2022年1月21日にSteam配信にて発売された、マルチ破滅エンディングアドベンチャーゲーム。育成シミュレーションゲームでもあり、日本のサブカルチャーチックなインターネット文化や、配信を扱っていることが特徴として挙げられている。
本作では容姿端麗で性格が酷いおたくでメンヘラの女性あめちゃんと30日間共に過ごし、彼女の精神状態を管理しながら、彼女を最高の動画配信者にすることを目指す。2010年頃から無視されたくない、疎外感へのアンチテーゼといった意味のインターネットスラングとして用いられてきた承認欲求がモチーフに据えられている。売上本数は2022年6月時点で50万本を突破した。
また、本作のヒロインである超てんちゃんは、WSS playgroundの公式YouTubeチャンネルにて配信活動を行っている。2022年9月15日から18日にかけて開催されたTOKYO GAME SHOW 2022では、ハピネット公式サブMCとして登場した。

## システム
プレイヤーは動画配信者の超絶最かわてんしちゃんこと、超てんちゃんに扮するあめちゃんと同棲するパートナーとして、30日間で100万人のフォロワー獲得を目指す。プレイヤーはピと呼ばれ、これには恋人やプロデューサーなどの意味が含まれる。本作は裏アカウントなどの現実のインターネット界隈における生々しい要素を含み、あめちゃん自身も精神を病む要素が存在するため、プレイ開始前は注意書きが入る。
あめちゃんには、「フォロワー」「ストレス」「好感度」「やみ度」というパラメータが割り振られており、いずれも上限値は100に設定されている。これらのパラメータの内容は彼女の行動や各エンディングへの分岐にも影響を与えており、たとえば好感度が高すぎる場合、プレイヤーへの愛情からあめちゃんが動画の配信に消極的になる。
ゲーム内の時間は朝・夕・夜の3つの時間に区切られており、このうち朝と夕は「自由行動」に、夜は配信にそれぞれ割り振られている。
自由行動の内容は、大まかに「あそぶ」「ねる」「おくすり」「いんたーねっと」「おでかけ」に分かれており、そこからさらに細分化されたカテゴリを選択する。たとえば「あそぶ」の場合、「ゲーム」「こみゅにけーしょん」「えっちなこと」の3つに分かれている。配信のネタになりそうな要素がある場合は、「！」が表示される。
自由行動の内容はあめちゃんのステータスに影響を与えるほか、内容次第では一気に翌朝まで時間が経過する場合もある。たとえば、初日から「えっちなこと」ばかりを選択していた場合は、3日目にエンディングを迎える。
配信パートでは、自由行動で集めた情報を用いては動画配信を行い、あめちゃんが配信するトピックによってフォロワーが増減する。トピックの内容によってはあめちゃんの能力が強化されるほか、フォロワーが一定数を超えると特別トピックが解放される。その一方で、「ストレス」が上昇する場合もある。また、配信中に表示されるコメントであめちゃんの「ストレス」が上がる場合もある。プレイヤーは悪意のあるコメントを見極めて削除したり、あめちゃんが読み上げるコメントを精査するなど、調整を進めていく。
あめちゃんは、SNS「ぽけったー」に超てんちゃんとしてのアカウントと、本音を吐く裏アカウントの2つを持っている。いずれもプレイヤーが直接干渉することはできない。一方で、あめちゃんが持つ通話アプリ「JINE」では彼女とコミュニケーションをとることができる。この内容も彼女のステータスに影響を与える。たとえばJINEで送られるメッセージを無視した場合、好感度に影響が生じ、ぽけったーでもプレイヤーがJINEのメッセージを無視したことに対する怒りの声が投稿される。
本作では20種類以上のエンディングが存在する。

## 音楽
本作では、スタッフを集めてきたにゃるらの繋がりで、Aiobahnが音楽を担当している。にゃるらはゲーム音楽に関係がない人間を選んだとインタビューで述べている。Aiobahnは自身の参加について、初めてのゲーム主題歌制作でありサウンドトラックの制作だったと述べている。また、制作にあたり自身の知る昔らしさと、令和のインターネットらしさを意識したと述べている。
主題歌『INTERNET OVERDOSE』はにゃるらにとって初めての作詞で、思い入れがあると述べている。主題歌は超てんちゃんのファンの視点で描かれているため、プロモーションビデオの背景は超てんちゃんのものではない薄暗い部屋となっている。主題歌のボーカルは、KOTOKOに決定した。これはにゃるらの希望をワイソーシリアス代表の斉藤大地が確認したところ、にゃるらがKOTOKOを指名し、Aiobahnも同意したことによる。それまでにゃるらは歌手が決まらないことから、テーマ曲を制作しないことも検討していた。レコーディングはKOTOKOの2021年のライブツアーであるThe Fableの間を挟んで、東京で行われた。メインテーマは『Change my Style 〜あなた好みの私に〜』や『巫女みこナース・愛のテーマ』の影響を受けている。2022年10月にはブシモのスマートフォン向けリズムゲーム「D4DJ Groovy Mix」に実装され、2023年1月にはゲーム内DJライブユニット「UniChØrd」がカバーした。
プロモーションビデオの制作人員は、開発で人員調整を行ったワイソーシリアスによって集められた。斉藤はXemonoの代表取締役であるとりいに声を掛け、またニコニコ動画で『東方Project』などの映像作品を作っている動画クリエイターをにゃるらに紹介した。
2023年3月17日、『INTERNET OVERDOSE』の続編である『INTERNET YAMERO』が公開された。
| 全作曲: Aiobahn。 |                                    |          |            |        |      |
| #                 | タイトル                           | 作詞     | 作曲・編曲 | 歌     | 時間 |
| 1.                | 「Boot」                           |          | Aiobahn    |        | 0:08 |
| 2.                | 「Approval desire」                |          | Aiobahn    |        | 1:59 |
| 3.                | 「INTERNET OVERDOSE feat.KOTOKO」  | にゃるら | Aiobahn    | KOTOKO | 2:08 |
| 4.                | 「Angel fall down」                |          | Aiobahn    |        | 1:30 |
| 5.                | 「天使の輪の上で」                 |          | Aiobahn    |        | 0:14 |
| 6.                | 「Angel boring」                   |          | Aiobahn    |        | 1:45 |
| 7.                | 「天使でも喜んじゃいます」         |          | Aiobahn    |        | 1:05 |
| 8.                | 「天使だって緊張する」             |          | Aiobahn    |        | 0:57 |
| 9.                | 「Angel yamu」                     |          | Aiobahn    |        | 1:26 |
| 10.               | 「INTERNET ANGEL」                 |          | Aiobahn    |        | 1:00 |
| 11.               | 「駄天」                           |          | Aiobahn    |        | 1:30 |
| 12.               | 「天使だから病みます」             |          | Aiobahn    |        | 1:01 |
| 13.               | 「天使は感動する」                 |          | Aiobahn    |        | 1:12 |
| 14.               | 「Ascension of angel」             |          | Aiobahn    |        | 1:39 |
| 15.               | 「ニセモノの幸せだけど」           |          | Aiobahn    |        | 1:30 |
| 16.               | 「やっぱり天使なんていなかったね」 |          | Aiobahn    |        | 1:45 |
| 17.               | 「Do you love me?」                |          | Aiobahn    |        | 1:43 |
| 18.               | 「INTERNET OVERDOSE (8bit)」       |          | Aiobahn    |        | 2:02 |
| 19.               | 「Angel rests」                    |          | Aiobahn    |        | 1:33 |
| 20.               | 「Angel emotion」                  |          | Aiobahn    |        | 1:30 |
| 21.               | 「Angel flight」                   |          | Aiobahn    |        | 1:30 |
| 22.               | 「Angel computer」                 |          | Aiobahn    |        | 1:30 |
| 23.               | 「INTERNET OVERDOSE (inst)」       |          | Aiobahn    |        | 3:41 |

## 開発
Twitterを拠点に活動し、メンヘラ（精神障害）を題材にした作品を発表してきたライターのにゃるらが企画及びシナリオを担当。また、イラストレーターのお久しぶりがキャラクターデザインを務めた。ゲームデザインには、ヴェイパーウェイヴの美的感覚とPC-98時代のレトロなドット絵、そして1990年代の美少女ゲームからの影響が強く押し出されている。 開発初期段階では、それぞれ異なった性格・性質を持つキャラクター4人を登場させる計画であったが、最終的にはただ一人のキャラクターのみをヒロインに据え、そのキャラクターに計画段階にあった別々の性格を盛り込むこととなった。
2020年6月、『Needy Girl Overdose』を仮題としてゲーム開発が始められた。英語圏、中国語圏でのタイトルは元々同名だったが、後にそれぞれ『NEEDY STREAMER OVERLOAD』『主播女孩重度依賴』へと変更された。変更の経緯については明かされていない。 また、品質向上を目的とした発売延期が行われた（後述）。

## 販売
本作は当初、発売時期を2021年春期に予定していた。その後2021年6月5日が発売予定日として発表されたが、2021年6月1日に品質向上を目的とした発売延期が告知された。これはにゃるらが要望したもので、シナリオの増量とそれに伴うアニメーションの増加が必要となり、アニメーションの量は3倍から4倍に達した。また、日本語版テキストの総文字数は14万字を超えている。2021年11月16日、発売日が2022年1月21日に決定したと告知された。
本作は2022年1月21日に、通常価格1,680円、オリジナルサウンドトラック820円、ゲーム本体とオリジナルサウンドトラックのバンドル価格2,250円で販売された。1月28日まではリリース記念で、通常価格も10%オフに設定された。1月28日、WSS playgroundより販売本数10万本突破が発表された。その後発売から16日で20万本の売り上げが報告され、それを記念したSteamプロフィールが製作中であることも発表された。3月2日には累計売上本数が30万本を突破した。5月21日には本作のNintendo Switch版の発売が10月27日に決定したことと、累計販売本数は40万本に到達したことが発表された。
2022年1月27日、本作とリズムアクションゲーム『Muse Dash』のコラボレーションが行われた。このコラボレーションでは主題歌「INTERNET OVERDOSE」が『Muse Dash』に収録されることとなった。

## 評価
本作は発売1週間後である2022年1月28日時点のSteamのユーザーレビューにて、約3,200件のレビューが投稿され、「圧倒的に好評」の評価を獲得した。初週の段階で10万本の売上を達成した。また、Steamでは2022年6月時点で50万本以上の売上を達成し、約5,800件のレビューを得たうえで「圧倒的に好評」の評価を維持した。
IGN Japanの今井晋は、本作が現代のライブストリーミング文化や有害な人間関係に焦点を当てた風刺作品として優れているとし、アートと表現を褒め称えた一方で、プレイヤーキャラクターである《ピ》の人格を様々に表現するための選択肢やギミックが限定的であり、《ピ》とあめちゃんとのやりとりがもたらす結果について、プレーヤーが正しく認識する機会を与えていない、と批判した。また今井は、あめちゃんの人格は「現実的な女性」のものというより「男性オタクの妄想」のそれであるとも批判している。
IGN Japanの池田伸次は、本作における精神疾患とその対処の服薬について、病人を見世物として描いていることが不適切であると問題視した。
電撃オンラインのまさんは同作について、精神的に不快な内容が多くみられるものの、ゲームというエンターテインメントメディアならではの表現力にあふれた良質な作品である、と評価した。その一方で、ネットカルチャーに明るくないプレイヤーには、本作が描こうとするものが十分に伝わらない可能性がある、と指摘している。
ITmediaのライター、文章書く彦は本作のレビューにおいて、バグや作りの粗い部分によってゲーム世界への没入感が損なわれているものの、このゲームは国産のインディーズゲームとして高い完成度を誇るものであるとした。また、文章書く彦は、本作が想定されるプレイヤーと彼らのインターネット中毒を揶揄しつつ、中毒自体が作者であるにゃるら含め当事者たちのアイデンティをいかに形成しているかを認めている、と評した。
台湾のメディア、聯合報は、プレイヤーがすべてのエンディングをアンロックしながら、ゲームを進めるなかであめちゃんについて学んでいくことについて、本作のゲーム進行体験を『UNDERTALE』と比較している。また、同作のテーマが一部のプレイヤーにとって深刻なものでありうることを認めながらも、電波文化のファンであり、このゲームが「メンヘラ」が抱える問題を探求するものであるという前提を楽しむプレイヤーにとっては「傑作」である、と主張した。さらに、特に中国のインターネットミームを使用した点で公式中国語ローカライズを称賛し、オリジナルの日本語版がもつ雰囲気を正確に表現しつつ、中国語圏プレイヤーへの親しみやすさを維持している、と評した。
イタリアのメディア、Everyeye.itは、上述のレビューに比べて批判的な見解を示した。同作は不快でモラルに反するタイトルであり、プレイヤーが《ピ》の行動を通じてあめちゃんに苦痛を与えるというギミックや、さらに、プレイヤーがゲームを進め、エンディングをコンプリートをしていくなかで、過剰服薬やリストカットといった形で表わされる、あめちゃんの精神的健康への影響を無視したプレイヤーの選択・決断に対してゲーム側から報酬が与えられることで示唆される、プレイヤーからヒロインに対する明白な憎悪を、同作は曖昧な表現によって隠そうとしている、と本レビューは主張した。Everyeye.itのレビューはまた、同作が衝撃性を演出に用いる際にパロディ的な意図を超えた使い方をしていることが、このゲームの賢明さの欠如を示唆している、と批判した。
韓国のゲーム誌、INVENは、チップチューンのBGMとゲーム全体の雰囲気を高く評価したが、ゲームの長さが短く、各エンディングをアンロックするための周回プレイが求められる作りについては批判した。同レビューは、ゲームを進めるほどやりがいが感じられる『プリンセスメーカー』などの他の「育成シミュレーションゲーム」と違い、同じ前提に立つゲームでありながら同作ではそれほど達成感を感じられないかもしれない、と主張している。
動画共有サービスにて実況プレイを投稿しているレトルトは、配信者として活動するヒロインにアドバイスをしたり、ヒロインの話題の広さやアドリブに感嘆する様子を見せた。
キャラクターデザインとメインビジュアルを担当したイラストレーターのお久しぶりは、本作について「このゲームは、ゲームというより1人の女です。」と評している。

## 漫画
公式アンソロジーコミック『超てんちゃん！ NEEDY GIRL OVERDOSE 公式アンソロジー』が2022年12月から発売されている。
- 『超てんちゃん！ NEEDY GIRL OVERDOSE 公式アンソロジー』 KADOKAWA〈MFコミックス〉、既刊3巻（2024年8月22日現在）
  1. 2022年12月23日発売[40]、ISBN 978-4-04-682016-7
  2. 2023年8月23日発売、ISBN 978-4-04-682701-2
  3. 2024年8月22日発売、ISBN 978-4-04-683779-0

コミカライズ『ニーディガール オーバードーズ ラン ウィズ マイシック』が『マンガクロス』（秋田書店）にて、2023年3月21日より連載されている。原案はWSS play ground、原作は盆ノ木至、作画は大倉なたが担当。にゃるらによると、「ニディガの派生作品中でも癖の強い設定」であるため悩んだが、盆ノ木の「どうしてもこの作品で漫画をやらせて欲しい」という熱意により実現している。
- WSS playground（原案）、盆ノ木至（原作）、大倉ナタ（作画） 『ニーディガール オーバードーズ ラン ウィズ マイシック』 秋田書店〈少年チャンピオンコミックス〉、既刊1巻（2023年9月7日現在）
  1. 2023年9月7日発売[43]、ISBN 978-4-253-29316-7